# Liste von Höhlen im Ennepe-Ruhr-Kreis

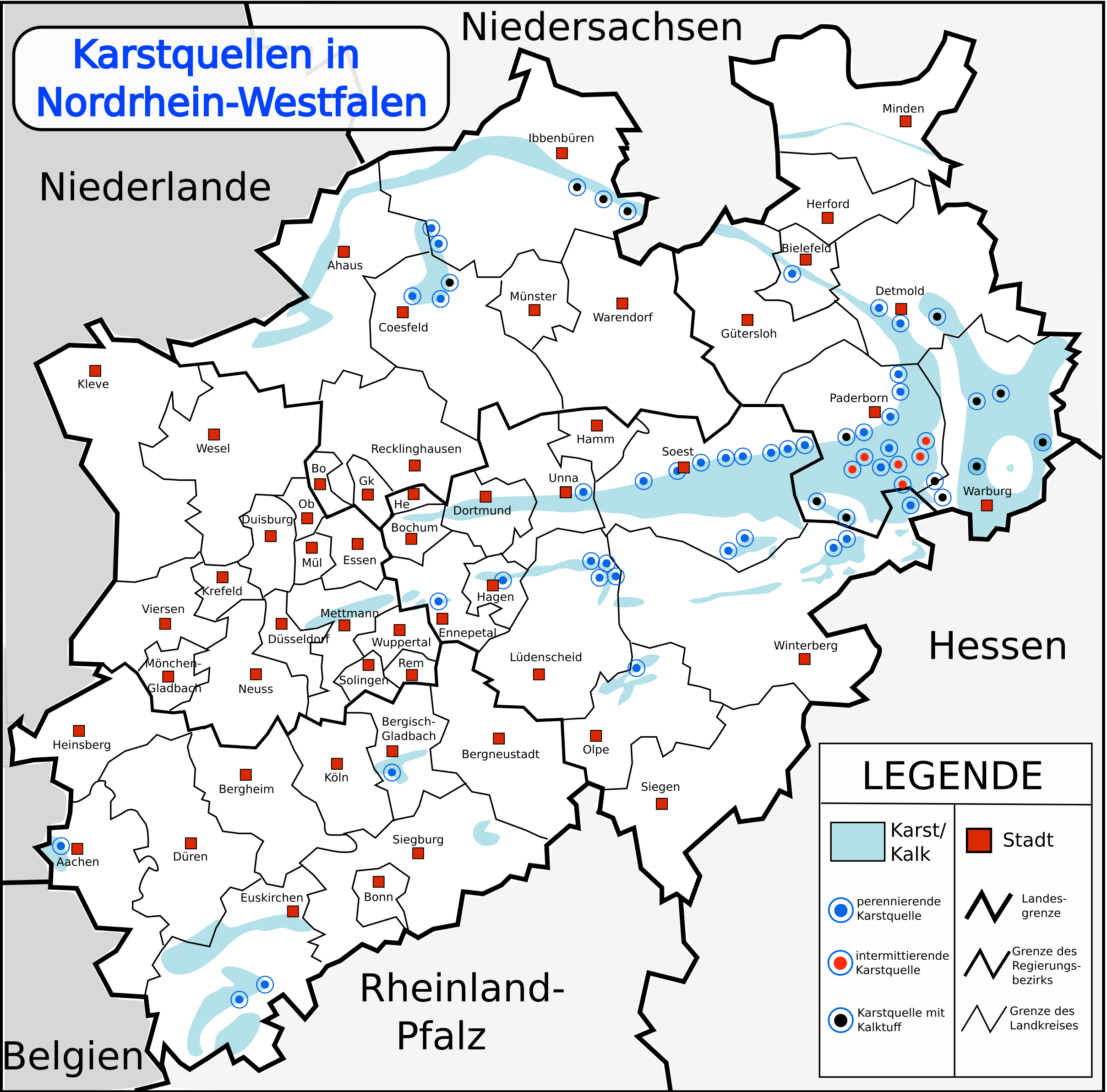
Karstgebiete in Nordrhein-Westfalen

Die Liste von Höhlen im Ennepe-Ruhr-Kreis beschreibt Höhlen unterschiedlicher Art und Länge, im Ennepe-Ruhr-Kreis. Sie entstanden im Karst. Regional federführend in der Erforschung von Höhlen ist der Arbeitskreis Kluterthöhle.

## Liste
| Bezeichnung                   | Ortschaft | Bemerkungen | Bild |
| ----------------------------- | --------- | --- | ---- |
| Kluterthöhle                  | Ennepetal | 300 Gänge, Ganglänge von über 5845 Metern |      |
| Hackerloch                    | Ennepetal | im Klutertberg |      |
| Bismarckhöhle                 | Ennepetal | |      |
| Rentropshöhle                 | Ennepetal | |      |
| Russenbunker                  | Ennepetal | [ 3 ] |      |
| Russenhöhle                   | Ennepetal | |      |
| Heilenbecker Höhle            | Ennepetal | |      |
| Milsper Hardthöhle            | Ennepetal | 22 m |      |
| Erlenhöhle                    | Schwelm   | |      |
| Schlosshöhle                  | Schwelm   | |      |
| Bereich des Schwelmer Tunnels | Schwelm   | Es wurden acht Höhlen vorgefunden: „Schwelmer Schächtchen“, „Schwelmer Tunnelhöhle“, „Schwelmer Schlammbad“, „Fuchshöhle“, „Nikolaushöhle“, „Röhrenhöhle“ und „Osterbachhöhle“. |      |